# Lee Myung-jin
Det här är en artikel om en person med koreanskt personnamn; Lee är familjenamnet.
Lee Myung-jin är sydkoreansk serieskapare. Hans mest namnkunniga serie, Ragnarök, har även blivit ett onlinespel (Ragnarok Online) och en animerad TV-serie (Ragnarök the Animation).
Bland hans övriga serier märks Lights Out och It's Going to be a Wonderful Night.